# Anders Eriksson (gitarrist)
Anders Eriksson, född 1962, är en svensk gitarrist. Han var medlem i Ubangi med Cia Berg och Orup m.fl. och senare även i Lustans Lakejer på albumen Lustavision och Sinnenas rike. Ursprungligen från Boden där han spelade i Bodens fästning.